# Appius Claudius Pulcher (Kr. e. 79)
Appius Claudius Pulcher (Kr. e. 122 előtt – Kr. e. 78–76 között) római politikus, a patricius Claudiusok nemzetségének tagja, a Kr. e. 130-ban consuli rangot viselő Caius Claudius Pulcher unokája volt.
Ismeretlen apját Caiusnak hívták. Életéről és karrierjéről nem sokat tudunk: Lucius Cornelius Sulla dictaturája idején, Kr. e. 79-ben, noha korábban nem választották aedilis curulisszá, consul volt Publius Servilius Vatia Isauricus társaként; ebből tudható, hogy ekkor legalább 43 éves volt. Hivatali éve lejártát követően Macedonia proconsuli rangú helytartója lett, amely minőségben sokat harcolt a környékbeli barbárokkal. Helytartóként hunyt el, utódját Kr. e. 76-ban nevezték ki.